# Rafflesia arnoldii

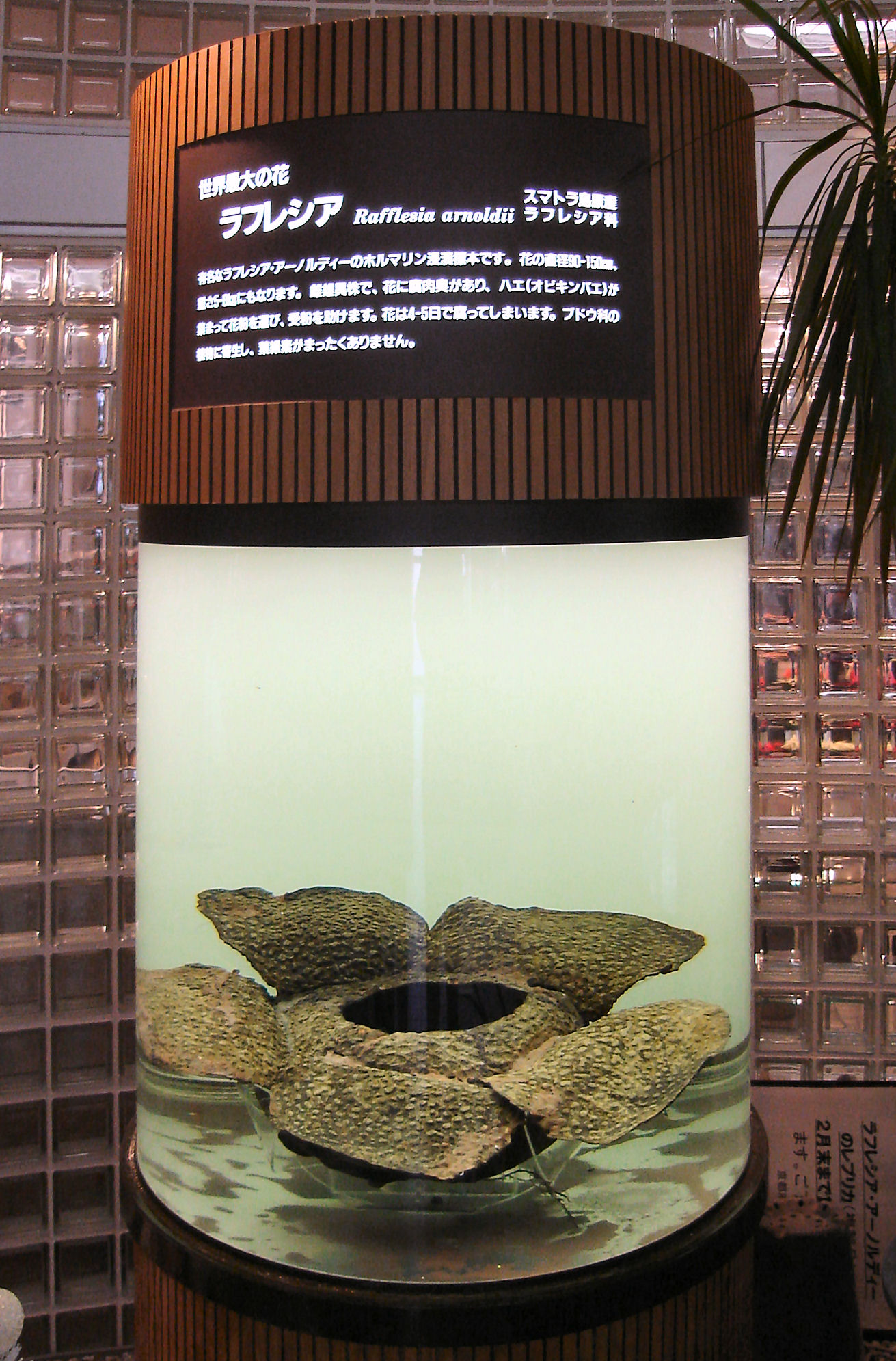
Espécime de Rafflesia (Jardim Botânico de Kyoto).

Rafflesia arnoldii, também conhecida como raflésia-comum, é uma espécie de plantas com flor do género Rafflesia, nativa das ilhas de Sumatra e Bornéu, na Indonésia, famosa por produzir a maior flor do mundo, que pode atingir 106 cm de diâmetro e pesar até 11 kg.
É popularmente conhecida como "flor-monstro", devido ao seu tamanho. 
O vegetal é um parasita que sobrevive sugando nutrientes das raízes de uma árvore chamada Tetrastigma. Portanto, não possui folhas, caule, raiz, e nem realiza fotossíntese. Exala um odor semelhante a de carne podre, que atrai moscas, sendo este o inseto responsável por sua polinização.
Seu nome científico é uma homenagem a Stamford Raffles e Joseph Arnold, que descreveram a planta em 1818.